# Parepierus rufescens
Parepierus rufescens är en skalbaggsart som först beskrevs av Edmund Reitter 1879.  Parepierus rufescens ingår i släktet Parepierus och familjen stumpbaggar. Inga underarter finns listade i Catalogue of Life.